# Episodi di Jack & Bobby
La prima e unica stagione della serie televisiva Jack & Bobby è formata da 22 episodi, andati in onda negli Stati Uniti dal 12 settembre 2004 all'11 maggio 2005.
In Italia, la prima e unica stagione è stata trasmessa in prima visione assoluta dal 5 febbraio 2009 al 23 aprile 2009, ogni giovedì alle ore 21:00, su Joi, canale pay della piattaforma Mediaset Premium.
In chiaro, la prima e unica stagione è in onda in prima visione esclusiva su La5, a partire dal 16 maggio 2010 al sabato con un doppio episodio, ad eccezione del primo appuntamento che ebbe tre episodi.
| nº | Titolo originale          | Titolo italiano              | Prima TV USA      | Prima TV Italia  |
| -- | ------------------------- | ---------------------------- | ----------------- | ---------------- |
| 1  | Pilot                     | Jack & Bobby                 | 12 settembre 2004 | 5 febbraio 2009  |
| 2  | Better Days               | Tempi migliori               | 19 settembre 2004 | 5 febbraio 2009  |
| 3  | The Kindness of Strangers | La gentilezza degli estranei | 26 settembre 2004 | 12 febbraio 2009 |
| 4  | A Man of Faith            | Uomo di fede                 | 3 ottobre 2004    | 12 febbraio 2009 |
| 5  | The First Lady            | La first lady                | 10 ottobre 2004   | 19 febbraio 2009 |
| 6  | An Innocent Man           | Il primo bacio               | 17 ottobre 2004   | 19 febbraio 2009 |
| 7  | Valentino                 | Ruba cuori                   | 27 ottobre 2004   | 26 febbraio 2009 |
| 8  | Election Night            | La notte delle elezioni      | 3 novembre 2004   | 26 febbraio 2009 |
| 9  | Chess Lessons             | Lezioni di scacchi           | 10 novembre 2004  | 5 marzo 2009     |
| 10 | Lost Boys                 | Ragazzi perduti              | 17 novembre 2004  | 5 marzo 2009     |
| 11 | Today I Am a Man          | Oggi sono un uomo            | 1º dicembre 2004  | 12 marzo 2009    |
| 12 | Running Scared            | In preda al terrore          | 26 gennaio 2005   | 12 marzo 2009    |
| 13 | A New Frontier            | Una nuova frontiera          | 2 febbraio 2005   | 26 marzo 2009    |
| 14 | Into the Woods            | A caccia nel bosco           | 9 febbraio 2005   | 26 marzo 2009    |
| 15 | Time Out of Life          | Pausa della vita             | 16 febbraio 2005  | 2 aprile 2009    |
| 16 | And Justice for All       | Giustizia per tutti          | 23 febbraio 2005  | 2 aprile 2009    |
| 17 | Querida Grace             | Querida Grace                | 2 marzo 2005      | 9 aprile 2009    |
| 18 | Friends with Benefits     | Amici con vantaggi           | 13 aprile 2005    | 9 aprile 2009    |
| 19 | A Child of God            | Il padre migliore            | 20 aprile 2005    | 16 aprile 2009   |
| 20 | Under the Influence       | Sotto pressione              | 27 aprile 2005    | 16 aprile 2009   |
| 21 | Stand by Me               | Resta con me                 | 4 maggio 2005     | 23 aprile 2009   |
| 22 | Legacy                    | Eredità                      | 11 maggio 2005    | 23 aprile 2009   |